# 林肯近地小行星研究小組
33°49′05.3″N 106°39′33.0″W / 33.818139°N 106.659167°W

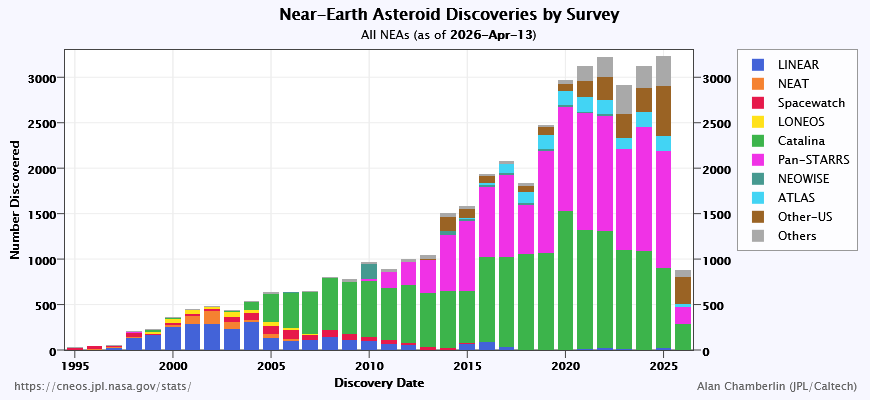
不同計畫檢測到的近地天體數量

林肯近地小行星研究小組（Lincoln Near-Earth Asteroid Research，LINEAR） 計畫是由美國空軍、美國太空總署及麻省理工大學的林肯實驗室所組成，而其簡稱多譯為「麗妮兒或林尼爾」。該小組成立於1998年，其目的是尋找及記錄對地球存在威脅的近地小行星。從1998年起，很負責的檢測出大部份的小行星，直到被卡特林那巡天系統超越。迄2007年12月31日，LINEAR已經檢測到226,193顆新天體，其中包括2019顆近地小行星和236顆彗星。LINEAR所有的發現都是使用機器人望遠鏡。
最初的測試場所可以回溯到1972年，而在1980年代初期，原型建設完成，林肯實驗室的實驗測試系統：ETS（新墨西哥州，MPC天文台代碼704）。1996年，LINEAR計畫開始運作一個近地天體（NEO） 的發現裝置，使用1米口徑的地基光電深空監控（Ground-based Electro-Optical Deep Space Surveillance，GEODSS）望遠鏡。這種廣角的光學望遠鏡是空軍設計來觀察地球軌道上的太空船。LINEAR計畫使用的GEODSS是林肯實驗室實驗測試網站位於新墨西哥州索柯洛白砂導彈靶場的儀器，然後資料送至位於麻塞諸塞州列星頓漢斯科姆空軍基地的林肯實驗室。
在1997年3月至7月，一個1024 × 1024 像素的電荷耦合元件（CCD）檢測器進行視野測試，而這個探測器的視野僅約望遠鏡視野的五分之一，就發現了4顆近地天體。在1997年10月，一個由1960 X 2560像素構成的CCD，完整的涵蓋了望遠鏡2平方度的視野，在使用中共成功的發現9顆新的近地天體。從1997年11月至1998年1月的，在這兩個大型和小型的CCD檢測器的使用期間，又增加了5顆近地天體。
從1999年10月開始，第2架1米望遠鏡也加入搜尋的工作。在2002年，第3架口徑0.5米的望遠鏡被加入線上以提供這兩架1米望遠鏡發現天體的後續追蹤。目前，LINEAR望遠鏡每天晚上沿著黃道觀察預測中最可能有近地天體進入的區域五次，以搜尋這些區域內的近地天體。CCD的靈敏度，和相對快速的資料輸出，使LINEAR每個夜晚的檢測都可以覆蓋大部份的天空。目前，LINEAR計畫仍然負責近地天體的主要發現。
這個計畫的首席研究員是格蘭特·斯托克，共同研究員包括珍妮佛·埃文斯和埃里克·皮爾斯。
除了發現數以萬計的小行星（迄2007年12月31日為225,957顆小行星），LINEAR也發現、共同發現或再發現一些週期彗星，包括：11P/坦普爾-斯威夫特-林尼爾彗星、146P/Shoemaker-LINEAR、148P/Anderson-LINEAR、156P/Russell-LINEAR、158P/Kowal-LINEAR、160P/林尼爾（LINEAR 43）、165P/林尼爾（LINEAR 10）、和176P/LINEAR（LINEAR 52，118401 LINEAR：在分類上暨是彗星也是小行星的5顆天體之一）。

## 外部連結
- MIT Lincoln Laboratory: LINEAR
- NEO discovery statistics （页面存档备份，存于） from JPL.  Shows the number of asteroids of various types (potentially hazardous, size >1 km, etc.) that different programs have discovered, by year.